# Boodleopsis
Boodleopsis és un gènere d'algues verdes de la família Udoteaceae.